# Wschodnia Obwodnica Warszawy
Treść tego artykułu może nie być zgodna z zasadami neutralnego punktu widzenia.
Dokładniejsze informacje o tym, co należy poprawić, być może znajdują się w dyskusji tego artykułu.
 Po wyeliminowaniu niedoskonałości należy usunąć szablon {{Dopracować}} z tego artykułu.

     Schematyczne przedstawienie przebiegu trasy Wschodniej Obwodnicy Warszawy w ciągu drogi ekspresowej S17

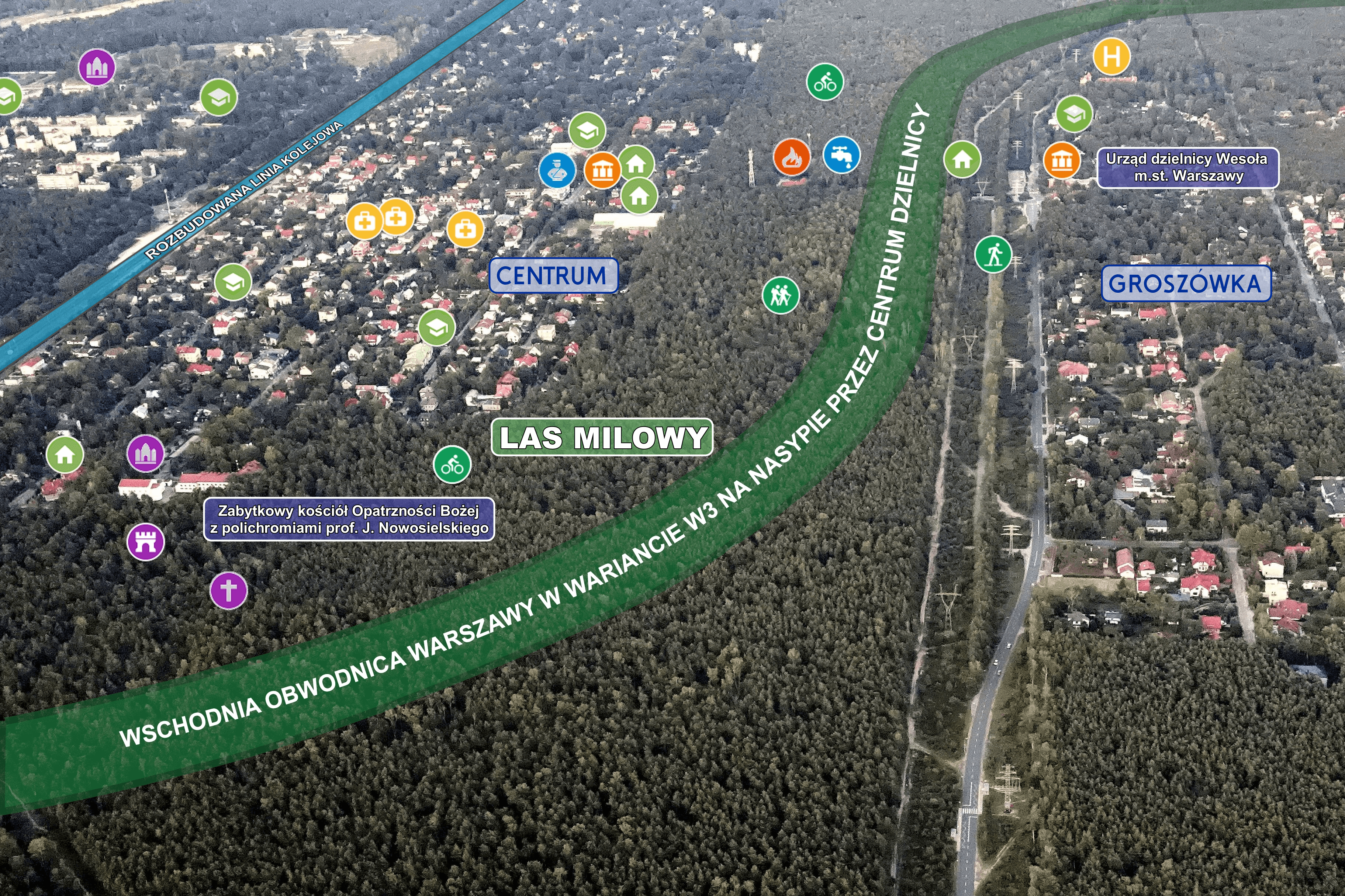
Ilustracja poglądowa przebiegu Wschodniej Obwodnicy Warszawy przez teren dzielnicy Wesoła
w wariancie W3 tzw. zielonymKolorPochodz

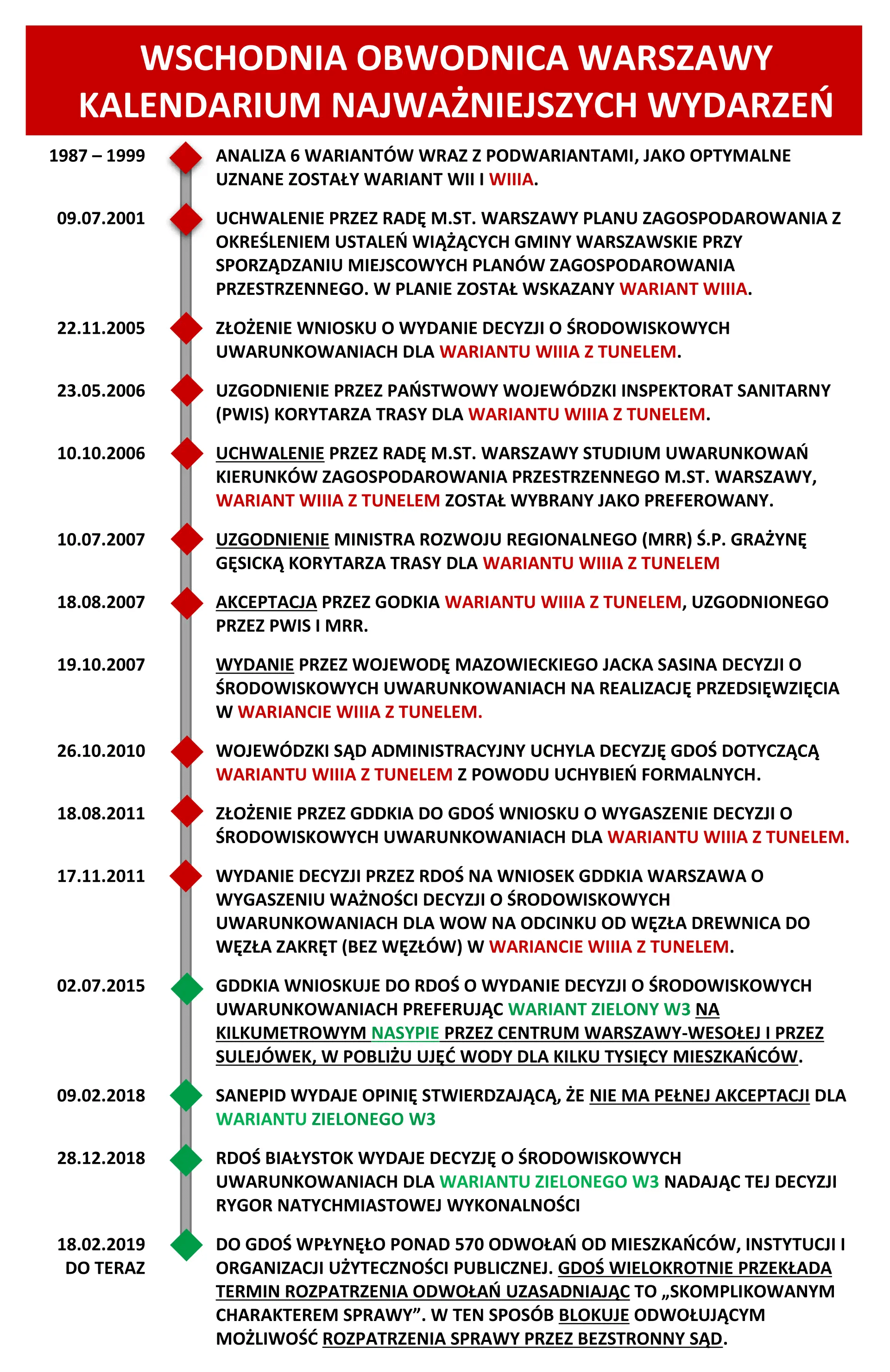

Wyobrażenie przeciwników nasypu obwodnicy
w wariancie W3 tzw. zielonymKolorPochodz
przez las w centrum dzielnicy Wesoła

Wschodnia Obwodnica Warszawy (WOW) – droga ekspresowa będąca częścią ekspresowej obwodnicy Warszawy na odcinku od węzła Marki do węzła Lubelska i jednocześnie należąca do części bazowej Transeuropejskiej Sieci Transportowej (sieć TEN-T) jako fragment drogi ekspresowej S17 na odcinku Warszawa (węzeł Drewnica) – Lublin (węzeł Dąbrowica).
Jako część ekspresowej obwodnicy Warszawy WOW prowadzi od węzła Drewnica (węzeł łączący S17 z drogą ekspresową S8), przez węzły Ząbki, Poligon, Rembertów, Warszawa Wschód (węzeł łączący S17 z DK92), Lubelska (węzeł łączący S17 z drogą ekspresową S2, czyli Południową Obwodnicą Warszawy (POW) oraz z autostradą A2).
WOW zapisano w Rządowym Programie Budowy Dróg Krajowych (RPBDK) do roku 2030 (z perspektywą do 2033 r.) jako element części rozszerzonej sieci bazowej TEN-T z terminem realizacji do 2030 r.
Inwestycja zlokalizowana będzie w całości na terenie województwa mazowieckiego i będzie przebiegać, prowadząc od północy, przez tereny czterech powiatów: wołomińskiego (miasta: Marki, Ząbki oraz Zielonka), m.st. Warszawy (dzielnice: Warszawa-Rembertów i Warszawa-Wesoła), mińskiego (miasto Sulejówek) oraz otwockiego (gmina Wiązowna).

## Istniejące odcinki

### Węzeł Warszawa Wschód (Zakręt) – Węzeł Lubelska
Odcinek o długości 2,5 km. 
W dniu 22 listopada 2017 została podpisana umowa na zaprojektowanie i budowę odcinka z firmą Warbud S.A.. Wartość inwestycji wynosiła 224,9 mln zł, a umowny czas przeznaczony na realizację wyniósł 34 miesiące (bez okresów zimowych). W dniu 22 grudnia 2022 r. oddano do ruchu ciąg główny S17.
Kalendarium przygotowania i budowy inwestycji
- 13 marca 2018 r. Wojewoda Mazowiecki wydał decyzję nr 7/II/2018 zezwalającą na realizację inwestycji drogowej pn. „Budowa drogi ekspresowej S17 na odcinku węzeł „Zakręt” – węzeł „Lubelska” (bez węzła) od km 14+200 do km 16+700”.
- 8 listopada 2018 r. rozpoczęły się roboty przygotowawcze. Wykonawca usuwa drzewa i krzewy położone w pasie planowanej drogi ekspresowej.
- 21 listopada 2018 r. Wykonawca złożył wniosek do Wojewody Mazowieckiego o zmianę decyzję nr 7/II/2018 zezwalającej na realizację inwestycji drogowej pn. „Budowa drogi ekspresowej S17 na odcinku węzeł „Zakręt” – węzeł „Lubelska” (bez węzła).
- 31 stycznia 2019 r. Wojewoda Mazowiecki wszczął postępowanie w sprawie zmiany decyzji nr 7/II/2018 zezwalającej na realizację inwestycji drogowej pn. „Budowa drogi ekspresowej S17 na odcinku węzeł „Zakręt” – węzeł „Lubelska” (bez węzła)”.
- 24 maja 2019 r. Wykonawca złożył wniosek do Wojewody Mazowieckiego o wydanie decyzję zezwalającej na realizację inwestycji drogowej pn. „Budowa drogi ekspresowej S17 na odcinku węzeł „Zakręt” – węzeł „Lubelska” (bez węzła) – w zakresie rozbudowy drogi DK2, budowy dróg serwisowych wraz z budową i przebudową niezbędnej infrastruktury technicznej” w zakresie nieobjętym decyzją nr 7/II/2018.
- 28 czerwca 2019 r. Wojewody Mazowieckiego wszczął postępowanie w sprawie wydania decyzji zezwalającej na realizację inwestycji drogowej pn. „Budowa drogi ekspresowej S17 na odcinku węzeł „Zakręt” – węzeł „Lubelska” (bez węzła) – w zakresie rozbudowy drogi DK2, budowy dróg serwisowych wraz z budową i przebudową niezbędnej infrastruktury technicznej” w zakresie nieobjętym decyzją nr 7/II/2018.
- 9 lipca 2019 r. Regionalny Dyrektor Ochrony Środowiska w Warszawie wydał postanowienie uzgadniające oraz określające warunki realizacji inwestycji.
- 8 listopada 2019 r. Wojewoda Mazowiecki wydał decyzję nr 138/SPEC/2019 zmieniającą decyzję nr 7/II/2018 zezwalającą na realizację inwestycji drogowej pn. „Budowa drogi ekspresowej S17 na odcinku węzeł „Zakręt” – węzeł „Lubelska” (bez węzła)”.
- 14 lutego 2020 r. Wojewoda Mazowiecki wydał decyzję nr 9/SPEC/2020 zezwalającą na realizację inwestycji drogowej pn. „Budowa drogi ekspresowej S17 na odcinku węzeł „Zakręt” – węzeł „Lubelska” (bez węzła) – w zakresie rozbudowy drogi DK2, budowy dróg serwisowych wraz z budową i przebudową niezbędnej infrastruktury technicznej” w zakresie nieobjętym decyzją nr 7/II/2018. Jednocześnie decyzją nr 10/SPEC/2020 Wojewoda Mazowiecki umorzył postępowanie w zakresie niektórych działek niewchodzących w skład projektowanego pasa drogowego.

## Planowane odcinki

### Odcinek Drewnica - Ząbki
Odcinek o długości 3,6 km połączy Węzeł Drewnica na skrzyżowaniu z drogą ekspresową S8 oraz węzeł Ząbki na skrzyżowaniu z drogami wojewódzkimi nr 631 oraz 634. 

### Odcinek Ząbki - Warszawa Wschód
Odcinek o długości ok. 10,2 km połączy Węzeł Ząbki z istniejącym węzłem Warszawa Wschód przez węzły Poligon oraz Rembertów (na skrzyżowaniu z drogą wojewódzką nr 637) 

## Historia przygotowania inwestycji
Historia Wschodniej Obwodnicy Warszawy (WOW) sięga lat 80. XX w. Z dokumentów wynika, że od roku 1987 do roku 2015, czyli przez blisko 30 lat, preferowanym wariantem przebiegu Wschodniej Obwodnicy Warszawy był wariant omijający centrum miasta (obecnie dzielnicy) Wesoła. Do roku 2013 wariant ten był oznaczany symbolem W IIIa, a po 2013 roku symbolem W2 i dodatkowo kolorem czerwonym.
W aneksie C opracowania firmy Atkins opublikowanego w lipcu 2004 roku na zlecenie Ministerstwa Infrastruktury znajdują się następujące informacje:
- „(C.11) Proces studiów i analiz Wschodniej Obwodnicy Warszawy (WOW) został zapoczątkowany w 1987 roku z inicjatywy Ministerstwa Transportu ze względu na oczywisty brak takiego powiązania drogowego w dotychczasowych planach zagospodarowania przestrzennego. Rozpoczęcie prac spowodowane było możliwością przejścia przez tereny wojskowe, położone w obszarze miasta Zielonka.
- (C.14) Wyniki analizy wykazały, że najlepszym rozwiązaniem jest przeprowadzenie trasy w korytarzu przebiegającym przez obszar sześciu jednostek administracyjnych: miasta Marki, Ząbki, Zielonka, m.st. Warszawę (dzielnice: Rembertów i Wesołą), miasto Sulejówek i gminę Wiązowna”.
- (C.15) W roku 2001 Rada m.st. Warszawy uchwaliła „Plan zagospodarowania m.st. Warszawy wraz z ustaleniami wiążącymi gminy warszawskie przy sporządzaniu planów miejscowych”. Po wejściu w życie ustawy o nowym ustroju Warszawy na jesieni 2002 roku[8], dokument ten stał się „Studium uwarunkowań i kierunków zagospodarowania przestrzennego m.st. Warszawy”[9]. W ustaleniach wiążących dotyczących układu drogowego, znajduje się zapis dotyczący fragmentu Wschodniej Obwodnica Warszawy, znajdującego się na obszarze Warszawy[10].
- (C.16) Przebieg trasy i rezerwy terenowe na obszarze miast (m. Marki, m. Ząbki, m. Zielonka), i dzielnic m.st. Warszawy (Rembertów i Wesoła) na fragmencie trasy wprowadzono do opracowywanych obecnie projektów miejscowych planów zagospodarowania przestrzennego. W m. Sulejówek obowiązuje plan miejscowy, w którym zarezerwowano korytarz na tę trasę”.

W protokole z 21 maja 1999 roku z posiedzenia Komisji Oceny Projektów Inwestycyjnych (KOPI) stwierdza się:
- „(..) Proces studiów i analiz Wschodniej Obwodnicy Warszawy został zapoczątkowany w 1987 r. W pierwszej fazie prac projektowych opracowano 6 wariantów przebiegu WOW:

 – I i II wariant jako trasa ruchu przyśpieszonego /GP/,
 – III, IIIa, IV i IVa jako trasa ekspresowa /E/.
Studia te spotkały się z pozytywnymi opiniami na temat potrzeby takiego elementu w sieci drogowej, przy jednoczesnej dużej rozbieżności w ocenie poszczególnych wariantów przebiegu WOW. Jako optymalne w owym czasie uznane zostały wariant II i IIIa”.
Od 1987 roku praktycznie wszystkie dostępne dokumenty wskazują jako preferowany wariant W IIIa, czyli przebieg obwodnicy idący praktycznie tym samym śladem co wariant W2 tzw. czerwony w obecnej procedurze. Projekt” (...) omawia budowę WOW jako dwujezdniową trasę dwupasmową pomiędzy Drewnicą i Zakrętem oraz jako dwujezdniową trzypasmową pomiędzy Markami i Drewnicą. Jej oddanie do użytku planowane jest na rok 2009, budowa rozpocznie się w roku 2006.(...)”.

### WOW[d]– kalendarium procedury od 2005 r.
- 22 listopada 2005 Generalna Dyrekcja Dróg Krajowych i Autostrad (GDDKiA) wystąpiła do Wojewody Mazowieckiego z wnioskiem o wydanie decyzji o środowiskowych uwarunkowaniach zgody na realizację przedsięwzięcia polegającego na budowie Wschodniej Obwodnicy Warszawy[13][14].
- 23 czerwca 2006 Państwowy Wojewódzki Inspektor Sanitarny w Warszawie (SANEPID) uzgodnił przebieg WOW zgodnie z wariantem W1[14] i WIIIa[b][15].
- 10 października 2006 Rada miasta zatwierdziła „Studium uwarunkowań kierunków zagospodarowania przestrzennego m.st. Warszawy”[16][17], w którym uwidoczniony jest wariant WIIIa[b] jako wariant optymalny. Również w aktualnym studium[18] m.st. Warszawy ten sam wariant jest wskazany jako wariant preferowany do realizacji na terenie dzielnicy Wesoła m.st. Warszawy.
- 6 lutego 2007 Minister Środowiska Jan Szyszko wydał postanowienie[19] uzgadniające warunki decyzji o środowiskowych uwarunkowaniach dla wariantu W3[e][14][20] przez Halinów tzw. samorządowego. Decyzja była bardzo kontrowersyjna, zażalenie na nią zostało złożone przez inwestora, Generalną Dyrekcję Dróg Krajowych i Autostrad w Warszawie. Wpłynęły też protesty władz samorządowych gminy Halinów i Wiązowna, mieszkańców Halinowa oraz Ogólnopolskiego Towarzystwo Ochrony Ptaków. Wskutek nacisków decyzja została uchylona a minister Jan Szyszko został odsunięty przez ówczesnego premiera Jarosława Kaczyńskiego od postępowania.
- 20 czerwca 2007 odbyła się rozprawa administracyjna otwarta dla społeczeństwa, przeprowadzona przez Ministerstwo Rozwoju Regionalnego i z udziałem minister Grażyny Gęsickiej, na temat przebiegu Wschodniej Obwodnicy Warszawy[21].
- 10 lipca 2007 Minister Rozwoju Regionalnego Grażyna Gęsicka wydała postanowienie uzgadniające realizację przedsięwzięcia na budowy Wschodniej Obwodnicy Warszawy na odcinku od węzła „Marki” do węzła „Lubelska” według wariantu WIIIa[b][22]. Budowa miała się rozpocząć w 2009 r.
- 19 października 2007 ówczesny Wojewoda mazowiecki Jacek Sasin wydał decyzję środowiskową[23], uzgadniając realizację WOW w wariancie WIIIa[b].
- 17 maja 2010 Wojewódzki Sąd Administracyjny (WSA) wydał wyrok uchylający decyzję środowiskową z powodu uchybień formalnych[24].
- 18 sierpnia 2011 GDDKiA występuje do Regionalnej Dyrekcja Ochrony Środowiska (RDOŚ) w Warszawie o wygaszenie decyzji środowiskowej dla WOW w wariancie WIIIa dla odcinka pomiędzy węzłem Drewnica (bez węzła) do węzła Zakręt (bez węzła)[25].
- 17 listopada 2011 RDOŚ Warszawa stwierdził wygaśnięcie decyzji Wojewody Mazowieckiego 1 o środowiskowych uwarunkowaniach zgody na realizację przedsięwzięcia polegającego na budowie Wschodniej Obwodnicy Warszawy od węzła Marki do węzła Lubelska, na odcinku od węzła Drewnica (bez węzła) do węzła Zakręt (bez węzła)[26].
- W kwietniu 2014 firma JACOBS Sp. z o.o. na zlecenie GDDKiA przygotowuje opracowanie porównujące warianty przebiegu WOW. Końcowy wniosek brzmi: „(...) zmiana dotychczas deklarowanych przez GDDKiA może przyczynić się do zwiększenia oporu społecznego oraz ilości protestów i odwołań (...) Może to doprowadzić do znacznych opóźnień w harmonogramie realizacji inwestycji. Obecnie preferowane rozwiązanie było przestawiane władzom dzielnicy i mieszkańcom, jako optymalne od ok. 10 lat.(...)Wyżej opisane uwarunkowania powodują, że w aspekcie powodzenia realizacji inwestycji rozwiązanie z tunelem nadal należy uznać za preferowane[27]”.
- 24 lipca 2014 w protokole[28] z posiedzenia Komisji Oceny Przedsięwzięć Inwestycyjnych inwestor (GDDKiA) wytypował do przeprowadzenia analizy porównawczej następujące 4 warianty:
  - wersje tzw. wariantu W2[c][29] czerwonego[a], idące praktycznie tym samym śladem co uzgodniony w 2007 r. wariant WIIIa:
    - W2A – przebieg trasy w tunelu;
    - W2B – przebieg trasy w wykopie;
    - W2C – przebieg trasy po powierzchni;

  - wariant W3[f][29] tzw. zielony[a], na wielometrowym nasypie przez centrum dzielnicy.

Wybór wariantu preferowanego we wniosku o wydanie decyzji środowiskowym miał zostać dokonany aneksem do tego protokołu, po dokonaniu uzupełnień wymienionych w dokumencie.

### WOW[d]– wariant W3[f]tzw. zielony[a]
- 21 kwietnia 2015 na posiedzeniu KOPI[28] wskutek podjętej arbitralnie[30] decyzji o drastycznym obniżeniu wagi kryterium społeczno-środowiskowego w analizie wielokryterialnej, inwestor zdecydował o wyborze do realizacji wariantu W3 na nasypie[f][29] tzw. zielonego a jako alternatywny wskazał wariant W2C[c][29], czyli tzw. czerwony po powierzchni.
Zgodnie z opinią GDOŚ, RDOŚ Białystok nie miał możliwości wydania decyzji na inny wariant niż wskazany przez inwestora[31].
- 9 lutego 2018 Państwowy Wojewódzki Inspektor Sanitarny w Warszawie wydaje opinię sanitarną[32] wskazując, że wariant W3[f][29] tzw. zielony nie może uzyskać pełnej akceptacji.
- 1 marca 2018 Państwowy Wojewódzki Inspektor Sanitarny w Warszawie pod naciskiem RDOŚ Białystok wydaje nową opinię sanitarną[33], usuwając zapis o braku pełnej akceptacji wariantu W3[f][29] tzw. zielonego.
- 28 grudnia 2018 RDOŚ Białystok wydał decyzję[34] na budowę Wschodniej Obwodnicy Warszawy w wariancie W3[f][29] tzw. zielonym[a].

## Protesty społeczne
- Decyzja z kwietnia 2015 roku o wyborze wariantu preferowanego W3 tzw. zielonego[a] prowadzącego po nasypie przez dzielnicę Wesoła[28] zaskoczyła mieszkańców Warszawy-Wesołej i Sulejówka. Twierdzą oni, że przez blisko 30 lat wariantem wskazywanym do realizacji był wariant omijający centrum dzielnicy, pierwotnie oznaczany symbolem W IIIa a obecnie W2 i kolorem czerwonym[a]. Mieszkańcy oraz organizacje społeczne odwoływały się od decyzji, wskazując naruszenie umowy społecznej oraz liczne błędy merytoryczne.

Odbyło się 10 protestów, których głównym przesłaniem było zwrócenie uwagi na pogwałcenie praw mieszkańców do rzeczywistego udziału w procedurze wyłaniania wariantu preferowanego i w ocenie jego oddziaływania na środowisko. Mieszkańcy Warszawy-Wesołej i Sulejówka protestowali argumentując, że realizacja wariantu W3 spowoduje przecięcie dzielnicy Wesoła na pół, zniszczenie Lasu Milowego oraz zatrucie przez ścieki z obwodnicy ujęć wody dla kilkunastu tysięcy mieszkańców.

Do organu odwoławczego II instancji, Generalnej Dyrekcji Ochrony Środowiska (GDOŚ), złożono 571 odwołań. Odwołali się m.in. prezydent m.st. Warszawy Rafał Trzaskowski, miasto Sulejówek, MSWiA, stowarzyszenia i setki mieszkańców Warszawy-Wesołej i Sulejówka.
Do niektórych zarzutów stawianych w odwołaniach należą:
Naruszenie zaufania obywateli do Państwa poprzez wybranie wariantu W3 tzw. zielonego na nasypie, pomimo faktu, że wariant alternatywny, W2 tzw. czerwony (idący praktycznie tym samym śladem co uzgodniony w 2007 r. wariant W IIIa) przez blisko 30 lat był uwzględniany w dokumentach planistycznych, a przez blisko 10 lat był przedstawiany mieszkańcom, zarówno przez GDDKiA i przez RDOŚ Warszawa, jako wariant optymalny; naruszenie art. 21 w zw. z art. 25 § 1 k.p.a. poprzez wyznaczenie w maju 2017 roku do prowadzenia postępowania Regionalnego Dyrektora Ochrony środowiska w Białymstoku, podczas gdy właściwym miejscowo organem był Regionalny Dyrektor Ochrony Środowiska w Warszawie i nie zachodziły żadne podstawy do wyłączenia tego organu; Skutkuje to brakiem właściwości rzeczowej, miejscowej i instancyjnej do wydania decyzji przez RDOŚ w Białymstoku;
- - art. 8 k.p.a., poprzez działanie w sposób ewidentnie preferencyjny dla jednej ze stron postępowania, czyli działanie niezgodne z zasadami proporcjonalności, bezstronności i równego traktowania;
  - art. 73 k.p.a. w zw. z art. 8, 10, 11 i 28 k.p.a. poprzez utrudnienie dostępu do akt sprawy, a co za tym idzie uniemożliwienie stronie brania czynnego udziału w postępowaniu (zapoznanie się z dokumentacją sprawy w toku postępowania było możliwe wyłącznie w Białymstoku);
  - art. 66 ustawy ooś w związku z art. 7, art. 64 § 2 oraz 77 k.p.a. poprzez wydanie decyzji w sytuacji, gdy podstawowy dokument w postępowaniu jakim jest raport oddziaływania przedsięwzięcia na środowisko zawierał liczne braki, a jego treść nie odzwierciedlała wymagań ustawowych;
- Procedura odwoławcza trwała ponad 2 lata, a termin wydania decyzji był przekładany 11 razy[44][45][46][47][48][49][50][51][52][53][54]. Ostatecznie 12 lutego 2021 r. Generalna Dyrekcja Ochrony Środowiska (GDOŚ) wydała decyzję wstrzymującą rygor natychmiastowej wykonalności[55] a następnie 16 lutego 2021 r. uchyliła w całości decyzję Regionalnej Dyrekcji Ochrony Środowiska w Białymstoku z dnia 28 grudnia 2018 r., znak: WOOŚ.4200.2.2017.DK[56].

## Sytuacja bieżąca

### Dla odcinka WOW[d]pomiędzy węzłem Ząbki i węzłem Zakręt (bez węzłów)

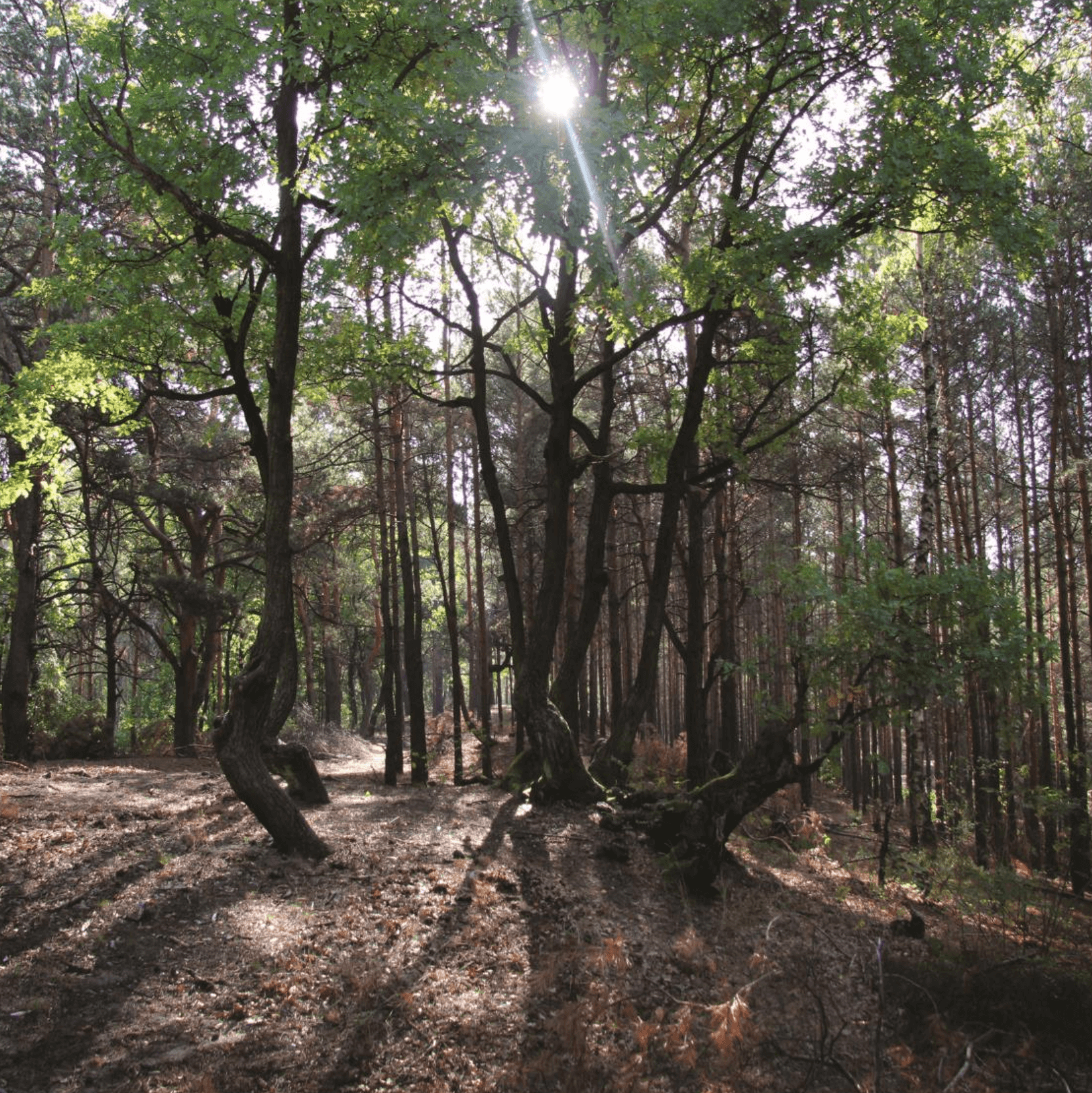
Zasypane dęby w Lesie Milowym
w Warszawie-Wesołej

- 28 grudnia 2018 roku RDOŚ Białystok wydał decyzję[34] na budowę Wschodniej Obwodnicy Warszawy w wariancie W3[f][29] tzw. zielonym[a] na nasypie przez centrum Wesołej i środek tzw. Lasu Milowego. Decyzji nadano rygor natychmiastowej wykonalności, co mimo licznych uchybień formalnych i prawnych w procedurze wydawania decyzji, niezgodności tego wariantu ze Studium Uwarunkowań i Kierunków Zagospodarowania Przestrzennego m. st Warszawy[57], sprzeciwu samorządów wszystkich szczebli, 10 dużych protestów mieszkańców[35], chcących obronić dostępność do jedynego publicznego zwartego terenu zielonego w dzielnicy – Lasu Milowego, pozwala inwestorowi, czyli GDDKiA, na dalsze procedowanie tego wariantu.
- Korzystając z nadanego rygoru natychmiastowej wykonalności, Generalna Dyrekcja Dróg Krajowych i Autostrad w Warszawie podpisała 13 czerwca 2019 r. umowę na opracowanie elementów koncepcji programowej dla Wschodniej Obwodnicy Warszawy w ciągu drogi ekspresowej S17 dla odcinka pomiędzy Ząbkami a Zakrętem. Wykonawcą dokumentacji zostało konsorcjum: Complex Projekt Biuro Projektowo-Konsultingowe oraz Firma Projektowa Wanecki. Wartość zadania to ok. 3,9 mln zł.
- Wykonawca powinien opracować dokumentację w przeciągu 12 miesięcy od podpisania umowy, czyli do czerwca 2020 r.
- Projektowany odcinek będzie miał ok. 10 km długości i ma przebiegać przez dwie gminy, Zielonkę i Sulejówek, oraz dwie dzielnice m.st Warszawy, Rembertów i Wesołą. Trasa ma mieć 2 jezdnie z trzema pasami ruchu w każdą stronę. Na trasie mają powstać dwa węzły drogowe – Rembertów i Poligon. ten ostatni ma być zjazdem technicznym dla wojska.
- Zgodnie z pierwotnymi planami przetarg na projekt i budowę miałby zostać ogłoszony w IV kwartale 2020 roku, natomiast podpisanie umowy z ewentualnym wykonawcą jest planowane na II kwartał 2021 roku. Prace miałyby rozpocząć się w roku 2022 i zakończyć do końca roku 2024.
- Łączny koszt inwestycji obejmujący przygotowanie dokumentacji, wykup gruntów i budowę szacowany jest na ok. 1,2 mld zł.

- 1 czerwca 2020 roku GDDKiA poinformowała o odstąpieniu od umowy z konsorcjum Complex Projekt Biuro Projektowo-Konsultingowe oraz Firma Projektowa Wanecki na opracowanie dokumentacji dla S17 Wschodniej Obwodnicy Warszawy na odcinku od węzła Ząbki do węzła Zakręt[58].
Inwestor planuje ogłosić nowy przetarg jeszcze we wrześniu 2020 roku i szacuje, że w połowie 2022 roku będzie mieć kompletną dokumentację. To by oznaczało, że ogłoszenie przetargu w systemie „Projektuj i buduj” mogłoby nastąpić na przełomie 2022 i 2023 roku[59].

### Dla zadania polegającego na budowie drogi ekspresowej S17 Warszawa –Garwolinna odc. węzełZakręt– węzeł Lubelska[60]
- 13 marca 2018 r. Wojewoda Mazowiecki wydał decyzję nr 7/II/2018 zezwalającą na realizację inwestycji drogowej pn. „Budowa drogi ekspresowej S17 na odcinku węzeł „Zakręt” – węzeł „Lubelska” (bez węzła) od km 14+200 do km 16+700”.
- 8 listopada 2018 r. rozpoczęły się roboty przygotowawcze. Wykonawca usuwa drzewa i krzewy położone w pasie planowanej drogi ekspresowej.
- 21 listopada 2018 r. Wykonawca złożył wniosek do Wojewody Mazowieckiego o zmianę decyzję nr 7/II/2018 zezwalającej na realizację inwestycji drogowej pn. „Budowa drogi ekspresowej S17 na odcinku węzeł „Zakręt” – węzeł „Lubelska” (bez węzła).
- 31 stycznia 2019 r. Wojewoda Mazowiecki wszczął postępowanie w sprawie zmiany decyzji nr 7/II/2018 zezwalającej na realizację inwestycji drogowej pn. „Budowa drogi ekspresowej S17 na odcinku węzeł „Zakręt” – węzeł „Lubelska” (bez węzła)”.
- 24 maja 2019 r. Wykonawca złożył wniosek do Wojewody Mazowieckiego o wydanie decyzję zezwalającej na realizację inwestycji drogowej pn. „Budowa drogi ekspresowej S17 na odcinku węzeł „Zakręt” – węzeł „Lubelska” (bez węzła) – w zakresie rozbudowy drogi DK2, budowy dróg serwisowych wraz z budową i przebudową niezbędnej infrastruktury technicznej” w zakresie nieobjętym decyzją nr 7/II/2018.
- 28 czerwca 2019 r. Wojewody Mazowieckiego wszczął postępowanie w sprawie wydania decyzji zezwalającej na realizację inwestycji drogowej pn. „Budowa drogi ekspresowej S17 na odcinku węzeł „Zakręt” – węzeł „Lubelska” (bez węzła) – w zakresie rozbudowy drogi DK2, budowy dróg serwisowych wraz z budową i przebudową niezbędnej infrastruktury technicznej” w zakresie nieobjętym decyzją nr 7/II/2018.
- 9 lipca 2019 r. Regionalny Dyrektor Ochrony Środowiska w Warszawie wydał postanowienie uzgadniające oraz określające warunki realizacji inwestycji.
- 8 listopada 2019 r. Wojewoda Mazowiecki wydał decyzję nr 138/SPEC/2019 zmieniającą decyzję nr 7/II/2018 zezwalającą na realizację inwestycji drogowej pn. „Budowa drogi ekspresowej S17 na odcinku węzeł „Zakręt” – węzeł „Lubelska” (bez węzła)”.
- 14 lutego 2020 r. Wojewoda Mazowiecki wydał decyzję nr 9/SPEC/2020 zezwalającą na realizację inwestycji drogowej pn. „Budowa drogi ekspresowej S17 na odcinku węzeł „Zakręt” – węzeł „Lubelska” (bez węzła) – w zakresie rozbudowy drogi DK2, budowy dróg serwisowych wraz z budową i przebudową niezbędnej infrastruktury technicznej” w zakresie nieobjętym decyzją nr 7/II/2018. Jednocześnie decyzją nr 10/SPEC/2020 Wojewoda Mazowiecki umorzył postępowanie w zakresie niektórych działek niewchodzących w skład projektowanego pasa drogowego.